# Yegiya Yavruyan
Yegiya Yavruyan (Oblast' di Rostov, 18 ottobre 1981) è un ex calciatore armeno, di ruolo attaccante.

## Carriera

### Club
Ha giocato nella massima serie ungherese, israeliana e russa.

### Nazionale
Con la Nazionale armena ha giocato 4 partite dal 2009 al 2010.

## Palmarès

### Club

#### Competizioni nazionali
- Coppa d'Israele: 1

Hapoel Tel Aviv: 2005-2006
- Coppa Toto: 2

Ironi K. Shmona: 2006-2007
Maccabi Tel Aviv: 2008-2009